# Крещиково (Середино-Будский район)

Крещиково (укр. Хрещикове) — село,
Пигаревский сельский совет,
Середино-Будский район,
Сумская область,
Украина.
Код КОАТУУ — 5924484805. Население по данным 1988 года составляло 20 человек.
Село ликвидировано в 2000 году .

## Географическое положение
Село Крещиково находится в 2-х км от левого берега реки Свига.
На расстоянии в 1,5 км расположено село Луг.
Рядом проходит железная дорога, станция Победа в 3,5 км.

## История
- 2000 — село ликвидировано [1].